# Sebastián Malagarriga y Codina
Sebastián Malagarriga y Codina (Barcelona, 1815-Barcelona, 1880) fue un escultor español.

## Biografía
Nació en octubre de 1815 en Barcelona. Escultor en cera, quedó huérfano muy joven, con lo que pasó a estar al cuidado de unos parientes, a cuyo lado habría adoptado ideas «avanzadas». Al tener lugar el alzamiento de la Junta Central de Barcelona en 1843, participó en dichos sucesos, a consecuencia de los cuales tuvo que partir al extranjero, de donde pudo regresar gracias a una amnistía general concedida posteriormente. Lo hizo con una naciente colección de figuras de cera, que fue aumentando. Llegó a obtener una plaza en el Museo Anatómico de Escultura del Colegio de San Carlos de Madrid. Falleció el 24 de abril de 1880 en su ciudad natal.
Fue autor entre otras obras de las estatuas de Venus, Lincoln, Prado (dictador del Perú) y Adelina Patti, además de Suplicio de Carlota Corday, El emperador Napoleón visitando a los coléricos, el Suplicio de los Comuneros (copiado del cuadro de Gisbert), El emperador Maximiliano en la capilla, Don Benito Juárez, Garibaldi, Reyerta en Andalucía, D. Juan Prim, El P. Claret, Sor Patrocinio, Pío IX, La reina Sofía de Nápoles, Salvoechea, Castelar, General Pierrad, D. Fernando de Coburgo, Víctor Manuel, D. Carlos de Borbón, Amadeo I, reproducción del cuadro del Hambre, Grupo de la rendición de Sedán, Una escena de la Inquisición, El rapto de Proserpina (reproducción del cuadro de Rubens), Amadeo I visitando el cadáver del general Prim, Venta de esclavos, Pilluelos jugando al cané, Enterramientos de la Moncloa (reproducción de Palmaroli), Thamar y Judá y Las fraguas de Vulcano, entre otras.